# Kroatische Eishockeyliga 2021/22
Die Saison 2018/19 war die 28. Spielzeit der kroatischen Eishockeyliga, der höchsten kroatischen Eishockeyspielklasse. Es nahmen sechs Mannschaften teil, Meister wurde erstmals der KHL Sisak.

## Teilnehmer
An der Liga nahmen mit dem KHL Medveščak mladi, dem KHL Mladost Zagreb, dem KHL Sisak und dem KHL Zagreb vier der fünf Teilnehmer des Vorjahres teil. Der KHL Kuna Zagreb verzichtete auf eine Teilnahme am Spielbetrieb.

## Modus
Die vier Mannschaften spielten eine Doppelrunde (jeder viermal gegen jeden anderen). Alle Mannschaften qualifizierten für die Play-offs.

## Vorrunde
| Platz | Team                | Sp. | S | SOT | NOT | N  | Tore  | Pkt. |
| ----- | ------------------- | --- | - | --- | --- | -- | ----- | ---- |
| 1     | KHL Mladost Zagreb  | 12  | 9 | 0   | 1   | 2  | 71:54 | 28   |
| 2     | KHL Sisak           | 12  | 7 | 2   | 0   | 3  | 69:41 | 25   |
| 3     | KHL Zagreb          | 12  | 5 | 0   | 1   | 6  | 53:60 | 16   |
| 4     | KHL Medveščak mladi | 12  | 1 | 0   | 0   | 11 | 43:81 | 03   |

## Play-offs
|  | Halbfinale | Halbfinale          | Halbfinale |  |  | Finale | Finale     | Finale |
|  |            |                     |            |  |  |        |            |        |
|  |            |                     |            |  |  |        |            |        |
|  | 1          | KHL Mladost Zagreb  | 0          |  |  |        |            |        |
|  | 3          | KHL Zagreb          | 2          |  |  |        |            |        |
|  |            |                     |            |  |  | 3      | KHL Zagreb | 1      |
|  |            |                     |            |  |  | 2      | KHL Sisak  | 3      |
|  | 2          | KHL Sisak           | 2          |  |  |        |            |        |
|  | 4          | KHL Medveščak mladi | 0          |  |  |        |            |        |
|  |            |                     |            |  |  |        |            |        |

### Halbfinale
|                                 | Serie | 1                           | 2                   | 3 |
| ------------------------------- | ----- | --------------------------- | ------------------- | - |
| KHL Mladost Zagreb – KHL Zagreb | 0-2   | 3:4 OT (0:0, 1:1, 2:2, 0:1) | 2:7 (0:3, 2:2, 0:2) | – |
| KHL Sisak – KHL Medveščak mladi | 2-0   | 4:3 (1:0, 1:0, 2:3)         | 7:4 (2:2, 4:0, 1:2) | – |

### Finale
|                        | Serie | 1                  | 2                   | 3                   | 4                   | 5 |
| ---------------------- | ----- | ------------------ | ------------------- | ------------------- | ------------------- | - |
| KHL Zagreb – KHL Sisak | 1-3   | 2:5 (0:0, 1:3, 1:) | 3:2 (3:2, 0:0, 0:0) | 2:3 (1:1, 0:2, 2:0) | 1:5 (0:1, 1:2, 0:2) | – |